# Alice Carabédian
Alice Carabédian est une essayiste et philosophe française qui travaille sur l'utopie politique dans la science-fiction contemporaine.

## Biographie
Alice Carabédian est docteure et chercheuse en philosophie politique au Laboratoire de Changement Social et Politique (LCSP) de l'université Paris-Cité. Elle y soutient en 2016 sa thèse consacrée au  cycle de la Culture de Ian M. Banks, intitulée : « Le devenir-autre de l'utopie : représentations d'un imaginaire politique conflictuel dans le Cycle de la Culture d'Iain M. Banks »,.
En 2022, elle publie l'essai Utopie radicale, qui plaide pour la manifestation de nouvelles utopies émancipatrices qui répondraient à l’irruption dans notre quotidiens des dystopies imaginées par des auteurs de science-fiction.
Elle co-fonde « La Machine dans le Jardin », festival des imaginaires techniques qui mêle la science-fiction et les sciences humaines et dont la première édition a lieu à Mellionnec,.